# Ordinariát pro věřící východního ritu v Polsku
Ordinariát pro věřící východního ritu v Polsku je ordinariát katolické církve nacházející se v Polsku, sloužící věřících východních katolických církví, kteří jurisdikčně nespadají jinam, tč. jde jen o věřící arménského ritu.

## Území
Ordinariát má svou jurisdikci nad všemi věřícími východního ritu v Polsku, kteří nemají vlastního ordináře.
Ordinariátním sídlem je Varšava.

## Historie
Roku 1981 byl zřízen ordinariát pro věřící byzantského a arménského ritu.
Po zřízení eparchií ukrajinské řeckokatolické církve dne 16. ledna 1991 ztratil ordinariát většinu své jurisdikce, zůstaly mu jen 4 farnosti (3 arménského ritu a jedna byzantsko-slovanského). Od roku 2007 přešla farnost byzantsko-slovanského ritu v Kostomłotech do jurisdikce latinského biskupa z Siedlic a nadále ordinariát slouží jen věřícím arménského ritu.
Od 1. prosince 2009 spadá pod jurisdikci ordinariátu (všechny 3 farnosti arménského ritu):
- Chrám Nejsvětější Trojice v Gliwicích
- Chrám sv. Řehoře z Nareku ve Varšavě
- Chrám sv. Petra a Pavla v Gdaňsku

## Seznam ordinářů
- Józef Glemp (1981–2007)
- Kazimierz Nycz (od 2007)